# Anna Muggen
Anna Jansdochter Muggen (ook Muege, Mueyge) (gestorven 29 mei 1608), was een vermeende Nederlandse heks. Ze was het laatste slachtoffer van Europese heksenvervolging in het gewest Holland.
Anna Muggen woonde in Gorinchem. In april 1608 werd zij ervan beschuldigd zes mensen in de stad te hebben behekst. Ze bekende al dertien jaar hekserij te hebben bedreven en een verbond te hebben gesloten met de duivel, die in de gedaante van een jonge man tot haar kwam.
Op 29 mei 1608 werd Anna Muggen gewurgd en daarna op de Grote Markt in Gorinchem op de brandstapel verbrand. Haar lichaam werd buiten de stadsmuren begraven.